# Чешуйчатый крючкоклюв
Чешуйчатый крючкоклюв (лат. Diglossa duidae) — вид птиц из семейства танагровых. Птицы обитают в субтропических и тропических горных влажных лесах, горных полянах и кустарниковых зарослях, на высоте 1 400—2 500 метров над уровнем моря. Длина тела 14 см, масса около 15 граммов.
Выделяют три подвида:
- Diglossa duidae duidae — на изолированных Тепуи в Амазонас (включая Серро-Пару (исп. Cerro Parú), Серро-Уачамакари (исп. Cerro Huachamacari), гору Дуида (исп. Duida) и Серро-Марауака (исп. Cerro Marahuaca)) и юго-западный Боливар (Месета-де-Хауа (исп. Meseta de Jaua) и Серро-Сарисариньяма (исп. Cerro Sarisariñama)) (в южной Венесуэле);
- Diglossa duidae hitchcocki — в Серро-Сипапо (исп. Cerro Sipapo), Серро-Гуанаи (исп. Cerro Guanay) и Серро-Йаби (исп. Cerro Yavi) в северном Амазонас (Южная Венесуэла);
- Diglossa duidae georgebarrowcloughi — на юге венесуэльско-бразильской границы в Серро-де-ла-Неблина.